# Diastema lineata
Diastema lineata är en fjärilsart som beskrevs av Walker 1857. Diastema lineata ingår i släktet Diastema och familjen nattflyn. Inga underarter finns listade i Catalogue of Life.